# Pluton (mitologie)
Pluton (în greacă veche Πλούτων, Ploutōn) era conducătorul lumii subterane în mitologia greacă și în cea romană. Primul nume al acestuia era Hades, care a devenit apoi și Hades numele pentru Lumea subterană.

## Generalități
În mitologia antică greco-romană, Pluton reprezenta conceptul pozitiv al unui zeu care prezidează peste lumea „de dincolo”. Ploutōn era deseori confundat cu Ploutos (Πλοῦτος, Plutus), zeul bogățiilor, deoarece bogățiile minerale au o natură subterană și din cauză că se credea că unii factori necesari pentru o recoltă reușită proveneau din subteran. Numele Ploutōn a devenit răspândit odată cu Misterele Eleusiene, un festival religios bienal din Grecia antică, în care Pluton era venerat ca un conducător sever, dar soț iubitor al Persefonei. Hades, pe de altă parte, avea mai puține temple și practici asociate cultului său și era reprezentat ca un conducător crud și violent și răpitor al Persefonei.
Pluton și Hades au un caracter diferit, dar nu complet distinct. În cosmogonia greacă, zeul era conducător al Lumii subterane, unul din cele trei tărâmuri ale existenței, iar frații săi Zeus și Poseidon ce conduceau Cerul și Mările . Tema centrală a mitologiei sale se învârte în jurul răpirii Persefonei pentru a-i deveni soție și regină peste lumea subterană. Plouton ca nume de conducător al Lumii subterane apare în literatura greacă în perioada Clasică în operele dramaturgilor atenieni și a filosofului Platon. Sub numele Pluton zeul apare în alte mituri în rol secundar, în special ca posesor al unui obiect râvnit de altcineva, sau în cadrul coborârii lui Orfeu și al altor eroi în Lumea subterană.

## În ficțiune și artă
Pentru reprezentări ale zeului grec al infernului, vezi Hades în ficțiune și artă

### Cărți și benzi desenate
Pentru reprezentări ale zeului grec al infernului, vezi Hades în cărți și benzi desenate
Unul dintre cei doi lideri pe piața americană de benzi desenate, Marvel Comics, ca urmare a succesului personajelor Thor și Loki, a căutat să reintroducă și alte mitologii. Așadar, Stan Lee și Jack Kirby l-au desenat pe Pluto începând cu Thor volumul 1 #127 (începând cu Aprilie 1966). Principalul lor rival, DC Comics, l-a introdus pe zeul infernului (drept Hades), în viziunea lui William Moulton Marston începând cu All Star Comics #8 (Decembrie 1941).

## Galerie de imagini

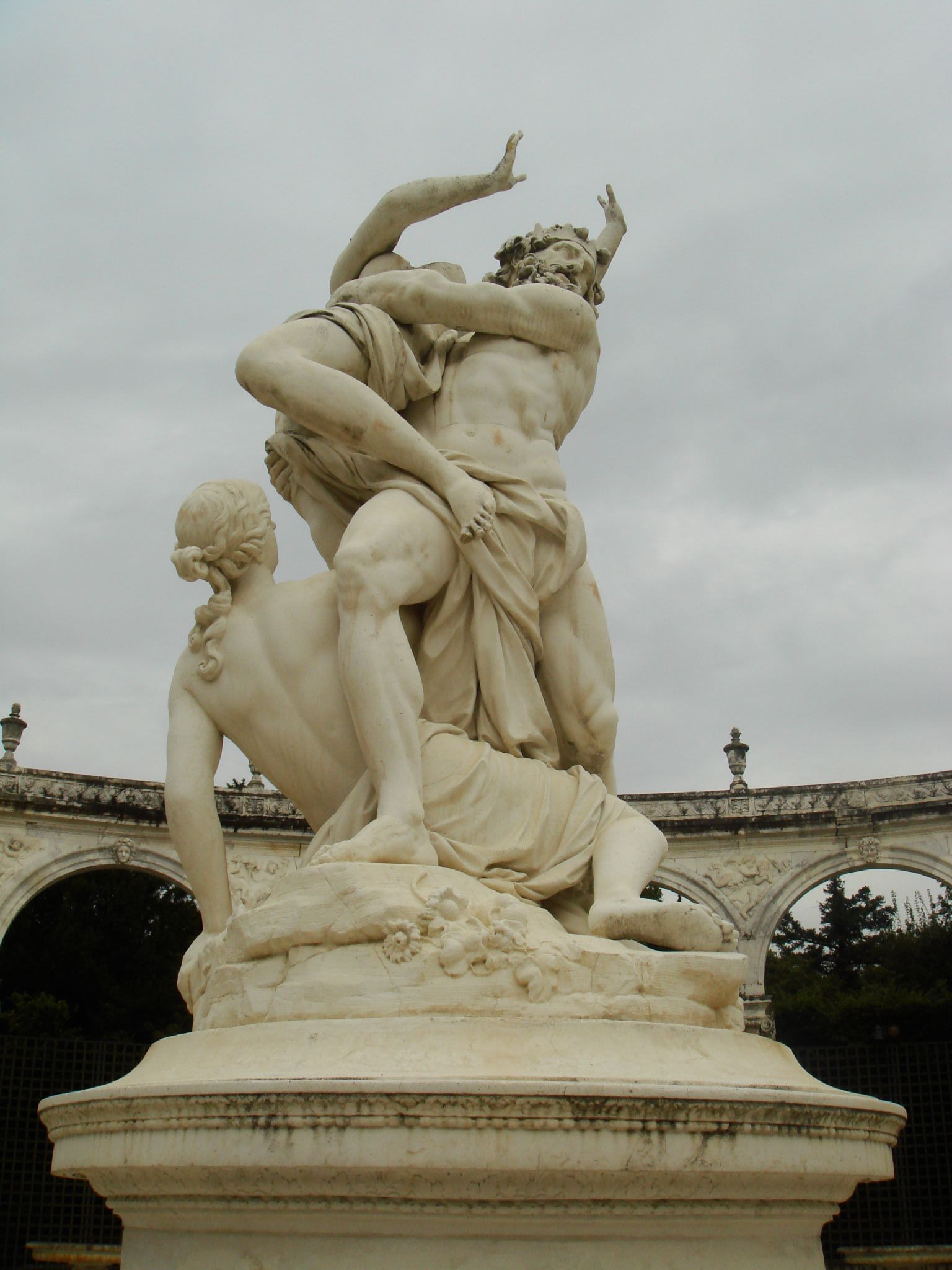
François Girardon – Pluton o răpește pe Persefona (Proserpina), Versailles